# Gwen Bagni
Gwen Bagni (geboren am 24. Januar 1913 in Denver, Colorado, USA; gestorben am 14. Mai 2001 in Glendale, Kalifornien, USA) war eine US-amerikanische Drehbuchautorin. Sie bildete mit jedem ihrer drei Ehegatten ein erfolgreiches Autorenehepaar.

## Leben und Werk
Gwendolyn „Gwen“ Elizabeth Wagenseller wurde in Denver geboren und wuchs als Tochter eines reisenden Vaudevilleehepaares auf. Mitte der 1930er Jahre trat sie unter dem Namen Gwen Wagenseller im Omaha Community Playhouse Theater auf. Eine örtliche Zeitung beschreibt sie im Rückblick als ehemaligen Star des Theaters. 1937 ging sie nach Hollywood mit dem Ziel, Schauspielerin zu werden. Dort nannte sie sich Gwen Gilroy und war als Sekretärin bei Paramount tätig. Nebenbei war sie als Schauspielerin und Autorin in der Theatergruppe des Studios aktiv. Bei einem Wettbewerb der Theatergruppen der Studios gewann sie einen Schauspielpreis für eine Rolle in einem von ihr selbst geschriebenen Stück. 1939 heiratete sie den Schauspieler John Bagni. Bald gaben beide ihre Schauspielkarrieren auf und konzentrierten sich auf das Schreiben, zuerst für Hörspielserien wie Suspense, später auch für Fernsehserien wie Climax oder Four Star Theater. 1948 konnten sie ihr erstes Filmdrehbuch für Käpt’n China verkaufen. John Bagni starb 1954, wenige Tage bevor die beiden mit einem Writers Guild of America Award ausgezeichnet wurden. Mit ihrem zweiten Ehemann, dem Autor Irwin Gielgud, schrieb Gwen Bagni Drehbücher für mehrere Serienfolgen. In einem Interview erzählte sie 1961, dass sie mit ihrem Mann jede Szene durchspielte, bevor sie ins Drehbuch kam. Irwin Gielgud starb 1961. Der Schauspieler Paul Dubov wurde 1963 (oder Ende 1962) ihr dritter Mann. Wenige Monate nach der Hochzeit bat sie ihn, eine Szene, an der sie gerade schrieb, mit ihr durchzuspielen. Dies führte dazu, dass auch Dubov ihr Koautor wurde. Die beiden schrieben unter anderem mehrere Folgen von Amos Burke und entwickelten die Serie Privatdetektivin Honey West. Für diese Serie schrieben sie elf Drehbücher und arbeiteten zudem als Story Consultants. Bei der Serie Twen-Police waren sie für sechs Drehbücher verantwortlich, darunter die Pilotfolge. 1968 erschienen der Film Der Mann in Mammis Bett und der gleichnamige Roman, in denen Gwen Bagni und Paul Dubov die Anfänge ihrer Ehe verarbeiteten. Ihr größter Erfolg wurde die von ihnen entwickelte Miniserie Weißes Haus, Hintereingang, für die sie einen Writers Guild of America Award und eine Emmynominierung bekamen. Der Roman, den sie über die Geschichte schrieben, wurde ein Bestseller. Nach Dubovs Tod schrieb Gwen Bagni ein paar Fernsehfilme wie Der Tag Jupiters oder Eine super Familie, ein Film der die Serie Eight Is Enough fortsetzt.
Gwen Bagni war dreimal verheiratet. Zuerst von 1939 bis zu dessen Tod 1954 mit John Bagni. Aus dieser Ehe hatte sie zwei Söhne. Die zweite Ehe war von 1955 bis zu dessen Tod 1961 mit Irwin Gielgud, mit dem sie einen weiteren Sohn hatte. Ihre dritte Ehe mit Paul Dubov 1963 (oder 1962) bis zu dessen Tod 1979 blieb kinderlos, sie adoptierte aber Dubovs Tochter. Gwen Bagni starb 2001 nach kurzer Krankheit. Sie wurde auf dem Hillside Memorial Park Cemetery beerdigt.

## Filmografie (Auswahl)

### Filme
- 1950: Käpt’n China (Captain China)
- 1952: Der Tag der Vergeltung (Untamed Frontier)
- 1953: Die Hand am Colt (Law and Order)
- 1956: Der letzte Wagen (The Last Wagon)
- 1968: Der Mann in Mammis Bett (With Six You Get Eggroll)
- 1983: Der Tag Jupiters (Thursday’s Child, Fernsehfilm)
- 1987: Eine super Familie (Eight Is Enough: A Family Reunion, Fernsehfilm)

### Fernsehserien
- 1952–1954: Four Star Playhouse (18 Folgen)
- 1953–1954: Kleine Spiele aus Übersee (Fireside Theater, 4 Folgen)
- 1955: Cavalcade of America (Folge 3x17)
- 1956: Lassie (Folge 2x29)
- 1956: Alfred Hitchcock präsentiert (Alfred Hitchcock Presents, 2 Folgen)
- 1956–1958: Climax! (4 Folgen)
- 1959: June Allyson Show (The DuPont Show with June Allyson, 2 Folgen)
- 1960: Tausend Meilen Staub (Rawhide, Folge 2x32)
- 1960: Riverboat (2 Folgen)
- 1962: Erwachsen müßte man sein (Leave It To Beaver, Folge 5x34)
- 1963: Have Gun – Will Travel (Folge 6x19)
- 1963–1964: Rauchende Colts (Gunsmoke, 2 Folgen)
- 1963–1965: Amos Burke (Burke’s Law, 13 Folgen)
- 1965–1966: Privatdetektivin Honey West (Honey West, 11 Folgen)
- 1966: The Green Hornet (The Green Hornet, Folge 1x02)
- 1967: Gefährlicher Alltag (Felony Squad, Folge 1x23)
- 1970: Meine drei Söhne (My Three Sons, Folge 10x25)
- 1968–1970: Twen-Police (The Mod Squad, 6 Folgen)
- 1970: Drei Mädchen und drei Jungen (The Brady Bunch, Folge 2x07)
- 1975: Abenteuer der Landstraße (Movin’ On, 2 Folgen)
- 1977: Wonder Woman (Folge 1x08)
- 1977–1978: Eight Is Enough (3 Folgen)
- 1979: Weißes Haus, Hintereingang (Backstairs at the White House, 4 Folgen)
- 1979: Shirley (3 Folgen, auch Produzentin)

## Auszeichnungen und Nominierungen
1954 wurde erstmals ein Writers Guild of America Award in der Kategorie Bestes Fernsehdrehbuch vergeben. Der Preis ging an Gwen und John Bagni für die Folge The Last Voyage der Serie Four Star Playhouse. Beide konnten nicht an der Zeremonie teilnehmen, da John Bagni kurz zuvor verstorben war. Stattdessen nahm David Niven den Preis entgegen. Einen weiteren Writers Guild of America Award erhielt Gwen Bagni 1979 zusammen mit Paul Dubov für Weißes Haus, Hintereingang. Für diese Miniserie bekamen die beiden zudem eine Emmynominierung.

## Werke
- With Six You Get Eggroll. Pyramid Books, New York 1968, ISBN 89-515-7856-9 (englisch, Roman, mit Paul Dubov).
  - Der Mann in Mammi’s Bett. Moewig, München 1969, OCLC 163766705 (Originaltitel: With Six You Get Eggroll. Übersetzt von Gretl Friedmann).
- What’ll We Do on Sunday. Putnam, New York 1974, ISBN 0-399-11281-2 (englisch, Roman, mit Paul Dubov).
- Backstage at the White House. Bantam Books, New York 1979, ISBN 0-553-12294-0 (englisch, Roman, mit Paul Dubov).